# 沃里克·多尔顿
沃里克·多尔顿（英語：Warwick Dalton，1937年2月19日—），新西兰男子自行车运动员。他曾代表新西兰参加1958年大英帝国和英联邦运动会自行车比赛，获得男子1公里计时赛和男子团体追逐赛铜牌。